# Otto (majordomus)
Otto (? - 643/644?) byl v první polovině 7. století franský majordomus královského paláce v Austrasii.
Byl synem domestika jménem Uro, který sloužil na dvoře franského krále Dagoberta I., kde byl vychován ve společnosti Dagobertova syna Sigeberta III. Po smrti Pipina I. Staršího v roce 640 byl jmenován majordomem královského paláce v Austrasii. Po celou dobu v úřadu majordoma se snažil zpochybnit nástupnictví Pipinova syna Grimoalda, který si na tento úřad činil nárok. V neustálem boji o nástupnictví byl nakonec na příkaz Grimoalda zavražděn Leutharem II., vévodou z Alemannie. Podle Historia Francorum k vraždě došlo v desátém roce panování Sigiberta, tedy někdy v roce 643 či 644.